# The Herculoids
 (août 2017).
Si vous disposez d'ouvrages ou d'articles de référence ou si vous connaissez des sites web de qualité traitant du thème abordé ici, merci de compléter l'article en donnant les références utiles à sa vérifiabilité et en les liant à la section « Notes et références ».
The Herculoids est une série télévisée d'animation américaine en 36 épisodes de 11 minutes produite par le studio Hanna-Barbera et diffusée du 9 septembre 1967 au 6 janvier 1968 sur le réseau CBS.
La série est totalement inédite en France.

## Synopsis
La lointaine planète Amzot abrite des créatures nommées les Herculoids : Zok, un dragon spatial dont les yeux émettent des rayons puissants capable de neutraliser ses ennemis ; Igoo, un gorille de pierre dont la peau lui confère une invincibilité à tous les projectiles ; Tundro, une créature hybride entre le Tricératops et le Rhinocéros, doté de dix pattes et quatre cornes ; Gloop et Gleep, deux créatures protoplasmiques capables d'absorber l'énergie et pouvant prendre n'importe quelle forme et se transformer à l'occasion en boucliers. Ils vivent en harmonie avec Zandor, le protecteur d'Amzot, Tara, la femme de Zandor et leur fils Dorno.

## Fiche technique
- Titre original : The Herculoids
- Titre français : The Herculoids
- Réalisateur : Joseph Barbera, William Hanna
- Dessinateur : Alex Toth
- Production : Joseph Barbera, William Hanna
- Sociétés de production : Hanna-Barbera
- Pays d'origine : États-Unis
- Langue : anglais
- Nombre d'épisodes : 36
- Durée : 11 minutes

## Distribution

### Voix originales
- Mike Road : Zandor / Zok / Igoo / Tundro
- Virginia Gregg : Tara
- Ted Eccles : Dorno
- Don Messick : Gloop / Gleep

## Épisodes
1. The Pirates
2. Sarko the Arkman
3. The Pod Creatures
4. Mekkor
5. The Beaked People
6. The Raiders
7. The Mole Men
8. The Lost Dorgyte
9. The Spider Men
10. The Android People
11. Defeat of Ogron
12. Prisoners of the Bubblemen
13. Mekkano, the Machine Master
14. Tiny World of Terror
15. The Gladiators of Kyanite
16. Temple of Trax
17. The Time Creatures
18. The Raider Apes
19. The Zorbots
20. Invasion of the Electrode Men
21. Destroyer Ants
22. Swamp Monster
23. Mission of the Amatons
24. Queen Skorra
25. Laser Lancers
26. Attack of the Faceless People
27. The Mutoids
28. The Crystallites
29. Return of Sta-Lak
30. Revenge of the Pirates
31. Ruler of the Reptons
32. The Antidote
33. Attack from Space
34. The Return of Torrak
35. The Island of the Gravites
36. Malak and the Metal Apes

## DVD
Aux États Unis, l'intégralité des épisodes est sortie en coffret 2 DVD sous le titre The Herculoids : The Complete Series dans la collection Hanna Barbera Classic Collection le 14 juin 2011 chez Warner Home Vidéo. L'audio est en anglais sans sous-titres. Il est multi-zones bien qu'annoncé lisible en zone 1.